# Villavellid
Villavellid – gmina w Hiszpanii, w prowincji Valladolid, w Kastylii i León, o powierzchni 21,82 km². W 2011 roku gmina liczyła 63 mieszkańców.